# Acrobates

Acrobates este un gen de marsupiale arboricole, de talie mică, având activitate exclusiv nocturnă, cunoscute sub numele de posumi planori.